# Is It True
Singles de Tame Impala
Breathe Deeper
(2020)
Clip vidéo
[vidéo] « Is It True », sur YouTube
Is It True est une chanson du projet musical australien Tame Impala, parue sur son quatrième album The Slow Rush. Elle est sortie le 7 août 2020 en tant que sixième single de l'album. La chanson est écrite par Kevin Parker, qui joue tous les instruments et chante toutes les parties vocales.
Le single atteint notamment la première place du classement Adult Alternative Songs américain, pour la deuxième fois après Lost in Yesterday et devient ainsi le premier groupe en 2020 à atteindre la première place de ce classement à deux reprises. Il atteint également le top 10 du classement Hot Rock Songs.

## Liste des pistes
| 1. | Is It True | 3:58 |

| 1. | Is It True (Four Tet Remix) | 5:25 |
| 2. | Is It True                  | 3:58 |

## Classements
| Classement (2020–21)                 | Meilleure position |
| ------------------------------------ | ------------------ |
| Belgique (Flandre Ultratip 100)      | 7                  |
| Belgique (Wallonie Ultratip 50)      | Tip                |
| Canada (Rock)                        | 27                 |
| États-Unis (Adult Alternative Songs) | 1                  |
| États-Unis (Alternative Songs)       | 14                 |
| États-Unis (Hot Rock Songs)          | 10                 |
| États-Unis (Rock Airplay)            | 15                 |

| Classement (2020)                    | Position |
| ------------------------------------ | -------- |
| États-Unis (Adult Alternative Songs) | 39       |

## Historique de sortie
| Pays   | Date         | Format                       | Version        | Label                              | Réf.  |
| ------ | ------------ | ---------------------------- | -------------- | ---------------------------------- | ----- |
| Divers | 7 août 2020  | - Téléchargement - streaming | Originale      | - Caroline - Modular (en) - Island | [ 5 ] |
| Divers | 21 août 2020 | - Téléchargement - streaming | Four Tet Remix | - Caroline - Modular (en) - Island | [ 5 ] |